# Laure Calamy
Laure Calamy (Orléans, 22 marzo 1975) è un'attrice francese, vincitrice nel 2021 del premio César come migliore attrice per Io, lui, lei e l'asino.

## Biografia
Nata nel 1975, Calamy è figlia di uno psicologo e di un medico. Ha recitato per la prima volta a teatro durante la sua adolescenza. Nel 2000, dopo aver conseguito il diploma di maturità, Calamy si è trasferita a Parigi per studiare al Conservatoire de Paris in cui si è diplomata nel 2001. Mentre frequentava il conservatorio, ha incontrato Olivier Py, che l'ha diretta in Au monde comme pas y être, Orlando ou l'impatience e Les Parisiens. Calamy inizialmente è apparsa in diversi film interpretando ruoli secondari. È diventata nota a un pubblico più vasto per la sua interpretazione di Noémie nella serie televisiva Chiami il mio agente!.
È stata lodata dalla critica per le sue interpretazioni nei cortometraggi Ce qu'il restera de nous, diretto da Vincent Macaigne, e Un monde sans femmes, diretto da Guillaume Brac, per il quale ha ricevuto il premio Jeanine Bazin al Festival Entrevues de Belfort. La sua interpretazione nel cortometraggio di Cécile Ducrocq Back Alley, proiettato durante la Settimana internazionale della critica al Festival di Cannes, le è valsa un Premio speciale della giuria per la recitazione al Sundance Film Festival. 
Nel 2018 è stata candidata al Premio César come migliore attrice non protagonista per il suo ruolo in Ava di Léa Mysius. Nello stesso anno ha vinto il Premio Molière come migliore attrice in uno spettacolo di teatro privato, per la sua interpretazione ne Il gioco dell'amore e del caso di Marivaux, diretto da Catherine Hiegel al Théâtre de la Porte Saint-Martin. È membro del Collettivo 50/50, che mira a promuovere la parità tra donne e uomini nel settore cinematografico e audiovisivo. Nel 2020, Calamy ha recitato nel ruolo di Antoinette in Io, lui, lei e l'asino di Caroline Vignal, che ha avuto un inaspettato successo al botteghino in Francia e ha ricevuto recensioni positive dalla critica. Ha vinto il Premio César come migliore attrice per il suo ruolo nel film.

## Teatro
- Au monde comme n'y étant pas, testo e regia di Olivier Py (2001)
- Le Complexe de Thénardier, di José Pliva, regia di Jean-Michel Ribes (2002)
- Capitaine Bada, di Jean Vauthier, regia di Jean-Louis Thamin (2002)
- Kroum, l'ectoplasme, di Hanoch Levin, regia di Clément Poirée (2004)
- Le Menteur, di Pierre Corneille, regia di Jean-Louis Benoît (2004)
- Les Paravents, di Jean Genet, regia di Jean-Baptiste Sastre (2004)
- Un chapeau de paille d'Italie, di Eugène Labiche, regia di Olivier Balazuc (2005)
- Bonjour - Où sont les mamans ?, di Claude Ponti, regia di Léna Bréban (2007)
- La Disparition de Richard Taylor, di Arnaud Cathrine, regia di Pauline Bureau (2008)
- Le Suicidé, di Nikolaj Ėrdman, regia di Volodia Serre (2008)
- Dans la jungle des villes, di Bertolt Brecht, regia di Clément Poirée (2008)
- Au moins j'aurai laissé un beau cadavre, da William Shakespeare, regia di Vincent Macaigne (2011)
- Modèles, scrittura collettiva, regia di Pauline Bureau (2011)
- Belgrade, di Angélica Liddell, regia di Julien Fisera (2013)
- Homme pour homme, di Bertolt Brecht, regia di Clément Poirée (2014)
- Orlando ou l'impatience, testo e regia di Olivier Py (2014)
- Les Inséparables, di Colas Gutman, regia di Léna Bréban (2015)
- Les Parisiens, testo e regia di Olivier Py (2017)
- Le Jeu de l'amour et du hasard, di Marivaux, regia di Catherine Hiegel (2018)
- Le Fusil de chasse, di Yasushi Inoue (2018)
- La Fin du courage, di Cynthia Fleury, regia di Nicolas Maury (2019)
- Peau d'homme, di Hubert e Zanzim, regia di Léna Bréban (2025)

## Filmografia

### Cinema
- Innocenza selvaggia (Sauvage innocence), regia di Philippe Garrel (2001)
- Le personnage, regia di Frédérick Vin - cortometraggio (2005)
- Bancs publics (Versailles rive droite), regia di Bruno Podalydès (2009)
- Den milde smerte, regia di Carsten Brandt (2010)
- Un monde sans femmes, regia di Guillaume Brac (2011)
- Ce qu'il restera de nous, regia di Vincent Macaigne - cortometraggio (2012)
- Un piano perfetto (Un plan parfait), regia di Pascal Chaumeil (2012)
- La Fleur de l'âge, regia di Nick Quinn (2012)
- 9 mois ferme, regia di Albert Dupontel (2013)
- Toutes les belles choses, regia di Cécile Bicler - cortometraggio (2013)
- L'albatros, regia di Emmanuel Bonnat - cortometraggio (2013)
- Passe, regia di Julien Gaspar-Oliveri - cortometraggio (2013)
- Week-ends, regia di Anne Villacèque (2014)
- La contre-allée, regia di Cécile Ducrocq - cortometraggio (2014)
- 11 donne a Parigi (Sous les jupes des filles), regia di Audrey Dana (2014)
- Petit lait, regia di François Choquet - cortometraggio (2014)
- Fidelio, l'odyssée d'Alice, regia di Lucie Borleteau (2014)
- Zouzou, regia di Blandine Lenoir (2014)
- À trois on y va, regia di Jérôme Bonnell (2015)
- En équilibre, regia di Denis Dercourt (2015)
- Les Cowboys, regia di Thomas Bidegain (2015)
- L'Amérique de la femme, regia di Blandine Lenoir (2015)
- Questo sentimento estivo (Ce sentiment de l'été), regia di Mikhaël Hers (2015)
- Vous m'éblouissez, regia di Marie Madinier - cortometraggio (2015)
- Tutti gli uomini di Victoria (Victoria), regia di Justine Triet (2016)
- Rester vertical, regia di Alain Guiraudie (2016)
- Primaire, regia di Hélène Angel (2016)
- Clitopraxis, regia di Emmanuel Laborie (2016)
- 50 primavere (Aurore), regia di Blandine Lenoir (2017)
- Dolphin Moves, regia di Héléna Klotz e Nicolas Maury (2017)
- Ava, regia di Léa Mysius (2017)
- Pour le réconfort, regia di Vincent Macaigne (2017)
- Embrasse-moi!, regia di Océan e Cyprien Vial (2017)
- Bonheur Académie, regia di Alain Della Negra e Kaori Kinoshita (2017)
- Le nostre battaglie (Nos batailles), regia di Guillaume Senez (2018)
- Roulez jeunesse, regia di Julien Guetta (2018)
- Lady J (Mademoiselle de Joncquières), regia di Emmanuel Mouret (2018)
- Tutti i ricordi di Claire (La Dernière Folie de Claire Darling), regia di Julie Bertuccelli (2018)
- French Touch: Mixed Feelings, regia collettiva (2019)
- Sibyl - Labirinti di donna (Sibyl), regia di Justine Triet (2019)
- Le dindon - Il tacchino (Le dindon), regia di Jalil Lespert (2019)
- Only the Animals - Storie di spiriti amanti (Seules les bêtes), regia di Dominik Moll (2019)
- Le regine del campo (Une belle équipe), regia di Mohamed Hamidi (2019)
- Io, lui, lei e l'asino (Antoinette dans les Cévennes), regia di Caroline Vignal (2020)
- Garçon chiffon, regia di Nicolas Maury (2020)
- Louloute, regia di Hubert Viel (2020)
- Sesso per amore (Une femme du monde), regia di Cécile Ducrocq (2021)
- Full Time - Al cento per cento (À plein temps), regia di Éric Gravel (2021)
- Un vizio di famiglia (L'Origine du mal), regia di Sébastien Marnier (2022)
- Amiche alle Cicladi (Les Cyclades), regia di Marc Fitoussi (2022)
- Tutti a parte mio marito (Iris et les hommes), regia di Caroline Vignal (2023)
- Mon Inséparable, regia di Anne-Sophie Bailly (2024)
- Un ours dans le Jura, regia di Franck Dubosc (2024)
- Classe moyenne, regia di Antony Cordier (2025)

### Televisione
- Chat bleu, chat noir – serie TV, episodio 1x01 (2007)
- C'est votre histoire – serie TV, 1 episodio (2008)
- Boulevard du Palais – serie TV, episodio 13x02 (2011)
- Chiami il mio agente! (Dix pour cent) – serie TV, 24 episodi (2015-2020)
- Holly Weed – serie TV, 8 episodi (2017)
- Le Jeu de l'amour et du hasard, regia di Dominique Thiel – film TV (2019)
- Calls – serie TV, episodio 2x07 (2019)
- Temps de Chien!, regia di Edouard Deluc – film TV (2019)
- La Flamme – serie TV, 5 episodi (2020)
- Une amie dévouée – serie TV (2024)
- Je ne me laisserai plus faire, regia di Gustave Kervern – film TV (2024)

## Doppiatrici italiane
Nelle versioni in italiano dei suoi film, Laure Calamy è stata doppiata da:
- Perla Liberatori in 50 primavere, Io, lui, lei e l'asino, Amiche alle Cicladi
- Barbara Pitotti in Chiami il mio agente!, Full Time - Al cento per cento
- Marzia Dal Fabbro ne Le nostre battaglie, Only the Animals - Storie di spiriti amanti
- Beatrice Margiotti ne Un piano perfetto
- Micaela Incitti in 11 donne a Parigi
- Ilaria Latini in Tutti gli uomini di Victoria
- Daniela Calò in Lady J
- Germana Longo in Le regine del campo
- Vanessa Giuliani in Sibyl
- Letizia Scifoni in Tutti a parte mio marito

## Riconoscimenti
- Premio César
  - 2021 – Migliore attrice protagonista per Io, lui, lei e l'asino (Antoinette Dans Les Cévennes)[1]
- Biennale di Venezia
  - 2021 – Premio Orizzonti per la miglior interpretazione femminile per A Plein Temps[2]